# Glen Cochrane
Glen MacLeod Cochrane (* 29. Januar 1958 in Kamloops, British Columbia; † 13. Januar 2024 in Kelowna, British Columbia) war ein kanadischer Eishockeyspieler, -trainer und -scout, der im Verlauf seiner aktiven Karriere zwischen 1974 und 1988 unter anderem 429 Spiele für die Philadelphia Flyers, Vancouver Canucks, Chicago Blackhawks und Edmonton Oilers in der National Hockey League (NHL) auf der Position des Verteidigers bestritten hat. Seinen größten Karriereerfolg feierte Cochrane, der den Spielertyp des Enforcers verkörperte, jedoch im Trikot der Maine Mariners aus der American Hockey League (AHL) mit dem Gewinn des Calder Cups im Jahr 1979. Nach einer anschließenden, kurzen Trainerkarriere war er ab 2001 als Scout in der NHL tätig.

## Karriere
Cochrane verbrachte zwischen 1974 und 1978 eine überaus wechselhafte Juniorenkarriere, die ihn in der British Columbia Junior Hockey League (BCJHL), Alberta Junior Hockey League (AJHL) und Western Canada Hockey League (WCHL) spielen ließ. Zunächst war der Verteidiger in der Saison 1974/75 für die Merritt Centennials in der BCJHL und die The Pass Red Devils in der AJHL aktiv. Für die Red Devils lief er auch den Großteil der folgenden Spielzeit auf. Außerdem bestritt er in diesem Spieljahr erstmals Partien für die Calgary Centennials in der WCHL. Die Saison 1976/77 teilte sich Cochrane zwischen insgesamt drei Teams auf. In der WCHL spielte er vorerst weiterhin für die Centennials, wechselte jedoch im Saisonverlauf innerhalb der Liga zu den . Zudem kam er bei den Pincher Creek Panthers in der AJHL zu Einsätzen. Bei den Victoria Cougars beendete das Talent schließlich im Sommer 1978 seine Juniorenkarriere, zu deren Abschluss er im NHL Amateur Draft 1978 in der dritten Runde an 50. Stelle von den Philadelphia Flyers aus der National Hockey League (NHL) ausgewählt wurde.
Zum Einstieg in den Profibereich fand sich der 20-Jährige für die folgenden zwei Jahre zunächst in Philadelphias Farmteam, den Maine Mariners, aus der American Hockey League (AHL) wieder. Mit den Mariners konnte der Abwehrspieler gleich in seiner Rookiesaison den Calder Cup der AHL gewinnen und feierte zugleich sein NHL-Debüt für die Flyers. Jedoch kam er erst ab der zweiten Hälfte der Saison 1980/81 zu vermehrten Einsätzen für die Flyers und sicherte sich in der Folge einen Stammplatz im Kader. Schließlich gehörte Cochrane bis zum März 1985 der Organisation der Flyers an und bildete zumeist ein Verteidigerpaar mit Mark Howe. Nachdem er allerdings zwischen der Endphase der Saison 1983/84 und der ersten Saisonhälfte 1984/85 wegen einer gebrochenen Kniescheibe ausgefallen war, trennte sich Philadelphia von ihm und transferierte ihn im Tausch für ein Drittrunden-Wahlrecht im NHL Entry Draft 1986 zu den Vancouver Canucks.
Cochranes Zeit in Vancouver war jedoch von zahlreichen Verletzungsproblemen geprägt. Während der etwas mehr als zwei Jahre im Franchise der Westkanadier absolvierte der Defensivspezialist lediglich 65 Partien. Einen Großteil der Zeit verpasste er wegen einer Bandscheibenoperation, die im Dezember 1986 durchgeführt worden war. Im Oktober 1987 wurde der Enforcer im NHL Waiver Draft von den Chicago Blackhawks ausgewählt. Dort konnte er erstmals seit drei Jahren eine nahezu gesamte Spielzeit absolvieren, wurde allerdings nach etwas mehr als einem Jahr im November 1988 über die Waiver-Liste von den Edmonton Oilers ausgewählt, die damit ebenso seinen laufenden Vertrag übernahmen, wie es zuvor die Blackhawks über den Waiver Draft getan hatten. Nach zwölf Einsätzen für die Oilers versetzten ihn diese Ende Dezember 1988 in ihr Farmteam Cape Breton Oilers. Cochrane weigerte sich in die AHL zu wechseln und entschied sich daher wenige Wochen vor seinem 31. Geburtstag vom aktiven Sport zurückzutreten.
Nach einer mehrjährigen Pause arbeitete Cochrane zwischen 1995 und 1998 als Assistenztrainer der Kelowna Rockets aus der kanadischen Juniorenliga Western Hockey League (WHL). Mit Beginn der Saison 2001/02 kehrte er jedoch in die NHL zurück und arbeitete die folgenden sechs Jahre als Scout der Colorado Avalanche. Im Jahr 2007 wechselte er den Arbeitgeber und ging bis zu seinem Tod derselben Funktion in Diensten der Anaheim Ducks nach. Cochrane starb im Januar 2024 im Alter von 65 Jahren an den Folgen einer Krebserkrankung in Kelowna.

## Erfolge und Auszeichnungen
- 1979 Calder-Cup-Gewinn mit den Maine Mariners

## Karrierestatistik
(Legende zur Spielerstatistik: Sp oder GP = absolvierte Spiele; T oder G = erzielte Tore; V oder A = erzielte Assists; Pkt oder Pts = erzielte Scorerpunkte; SM oder PIM = erhaltene Strafminuten; +/− = Plus/Minus-Bilanz; PP = erzielte Überzahltore; SH = erzielte Unterzahltore; GW = erzielte Siegtore; 1 Play-downs/Relegation; Kursiv: Statistik nicht vollständig)